# Kanton Talmont-Saint-Hilaire
Der Kanton Talmont-Saint-Hilaire ist seit 1790 ein französischer Wahlkreis im Arrondissement Les Sables-d’Olonne, im Département Vendée und in der Region Pays de la Loire; sein Hauptort ist Talmont-Saint-Hilaire.

## Gemeinden
Der Kanton besteht aus 22 Gemeinden mit insgesamt 52.384 Einwohnern (Stand: 1. Januar 2022) auf einer Gesamtfläche von 594,48 km²:
| Gemeinde                     | Einwohner 1. Januar 2022 | Fläche km² | Dichte Einw./km² | Code INSEE | Postleitzahl |
| ---------------------------- | ------------------------ | ---------- | ---------------- | ---------- | ------------ |
| Avrillé                      | 1.408                    | 25,03      | 56               | 85010      | 85440        |
| Beaulieu-sous-la-Roche       | 2.366                    | 25,47      | 93               | 85016      | 85190        |
| Grosbreuil                   | 2.216                    | 36,33      | 61               | 85103      | 85440        |
| Jard-sur-Mer                 | 3.046                    | 16,57      | 184              | 85114      | 85520        |
| L’Île-d’Olonne               | 2.805                    | 19,23      | 146              | 85112      | 85340        |
| La Chapelle-Hermier          | 1.083                    | 17,94      | 60               | 85054      | 85220        |
| Le Bernard                   | 1.320                    | 27,37      | 48               | 85022      | 85560        |
| Le Girouard                  | 1.144                    | 25,10      | 46               | 85099      | 85150        |
| Les Achards                  | 5.451                    | 30,30      | 180              | 85152      | 85150        |
| Longeville-sur-Mer           | 2.442                    | 38,05      | 64               | 85127      | 85560        |
| Martinet                     | 1.199                    | 18,11      | 66               | 85138      | 85150        |
| Nieul-le-Dolent              | 2.546                    | 27,50      | 93               | 85161      | 85430        |
| Poiroux                      | 1.234                    | 25,38      | 49               | 85179      | 85440        |
| Sainte-Flaive-des-Loups      | 2.547                    | 36,11      | 71               | 85211      | 85150        |
| Sainte-Foy                   | 2.592                    | 15,62      | 166              | 85214      | 85150        |
| Saint-Georges-de-Pointindoux | 1.820                    | 15,37      | 118              | 85218      | 85150        |
| Saint-Hilaire-la-Forêt       | 824                      | 10,88      | 76               | 85231      | 85440        |
| Saint-Julien-des-Landes      | 2.018                    | 28,31      | 71               | 85236      | 85150        |
| Saint-Mathurin               | 2.443                    | 23,51      | 104              | 85250      | 85150        |
| Saint-Vincent-sur-Jard       | 1.602                    | 14,65      | 109              | 85278      | 85520        |
| Talmont-Saint-Hilaire        | 8.327                    | 89,53      | 93               | 85288      | 85440        |
| Vairé                        | 1.951                    | 28,12      | 69               | 85298      | 85150        |
| Kanton Talmont-Saint-Hilaire | 52.384                   | 594,48     | 88               | 8517       | –            |

Bis zur landesweiten Neugliederung der Kantone im März 2015 bestand der Kanton Talmont-Saint-Hilaire aus den neun Gemeinden Avrillé, Grosbreuil, Jard-sur-Mer, Le Bernard, Longeville-sur-Mer, Poiroux, Saint-Hilaire-la-Forêt, Saint-Vincent-sur-Jard und Talmont-Saint-Hilaire. Sein Zuschnitt entsprach einer Fläche von 283,79 km2. Er besaß vor 2015 einen anderen INSEE-Code als heute, nämlich 8530.

## Veränderungen im Gemeindebestand seit der landesweiten Neuordnung der Kantone
2017: Fusion La Chapelle-Achard und La Mothe-Achard → Les Achards

## Bevölkerungsentwicklung
| 1962   | 1968   | 1975   | 1982   | 1990   | 1999   | 2010   |
| ------ | ------ | ------ | ------ | ------ | ------ | ------ |
| 10.582 | 10.264 | 10.243 | 11.284 | 12.497 | 14.363 | 19.023 |